# DUT1

Gráfica que muestra la diferencia en segundos entre UT1 y UTC a lo largo del tiempo. Una transición vertical indica el uso de un segundo intercalar. La parte roja de la gráfica indica valores pronosticados.

DUT1 (a veces también escrito DUT) es una corrección de tiempo igual a la diferencia entre el Tiempo Universal (UT1), que está definido por la rotación de la Tierra, y el Tiempo Universal Coordinado (UTC), que está definido por una red de relojes atómicos de precisión.
DUT1 = UT1 − UTC
El UTC se mantiene mediante los segundos intercalares, de forma que DUT1 se mantiene en el rango −0,9 s < DUT1 < +0,9 s. La razón para está corrección es en parte que la velocidad de rotación de la Tierra no es constante, debido  a la aceleración de marea y la redistribución de masa dentro de la Tierra, incluidos sus océanos y su atmósfera, y en parte porque el segundo SI (usado por UTC) era, cuando se adoptó, ligeramente más corto que el actual valor del segundo del tiempo solar medio.
Los valores diarios observados de DUT1 para la semana anterior, y los valores diarios pronosticados para el próximo año se son publicados por el IERS.
Los valores de DUT1, con una precisión de 0,1s, son difundidos de forma continua y codificada dentro de las emisiones de algunos  servicios de radiodifusión.